# Haplothrix
Haplothrix es un género de escarabajos longicornios.

## Especies
- Haplothrix amicator (Gahan, 1888)
- Haplothrix andamanicus (Breuning, 1979)
- Haplothrix andrewesi Breuning, 1935
- Haplothrix blairi Breuning, 1935
- Haplothrix fouqueti (Pic, 1932)
- Haplothrix griseatus (Gahan, 1888)
- Haplothrix paramicator Breuning, 1965
- Haplothrix pulcher (Hüdepohl, 1998)
- Haplothrix rivulosus (Gahan, 1888)
- Haplothrix simplex Gahan, 1888
- Haplothrix strandi Breuning, 1935